# Westworld
Westworld (bra: Westworld - Onde Ninguém Tem Alma; palop/prt: O Mundo do Oeste) é um filme de ficção científica americano de 1973 escrito e dirigido por Michael Crichton. É estrelado Yul Brynner como um andróide em um futurista parque de diversões temático ocidental, e Richard Benjamin e James Brolin como convidados do parque. O filme serviu como estréia diretorial de Crichton. também foi o primeiro longa-metragem a usar o processamento digital de imagem, pixelizando a fotografia para simular o ponto de vista dos androides.
O filme foi seguido por uma continuação, Futureworld, em 1976, e uma série televisiva, Beyond Westworld, em 1980. Em 2014, foi anunciada uma série de televisão baseada no filme, produzida por J. J. Abrams na HBO, tendo até o momento 3 temporadas.

## Sinopse
Um defeito de robô cria estragos e terror para turistas desavisados em um parque de diversões futurista com tema adulto.

## Elenco
- Yul Brynner como o pistoleiro
- Richard Benjamin como Peter Martin
- James Brolin como John Blane
- Norman Bartold como o cavaleiro medieval
- Alan Oppenheimer como o supervisor chefe
- Victoria Shaw como a rainha medieval
- Dick Van Patten como o banqueiro
- Linda Scott como Arlette
- Steve Franken como um técnico de Delos
- Michael Mikler como o cavaleiro negro
- Terry Wilson como o xerife
- Majel Barrett como Srta. Carrie
- Anne Randall como Daphne
- Nora Marlowe como a dona do hotel
- Robert J. Hogan como Ed Ramsey

## Produção

### Roteiro
Crichton disse que não queria fazer sua estréia como diretor (depois de um filme de TV) com ficção científica, mas "Essa é a única maneira que eu consegui fazer com que o estúdio me deixasse direto. As pessoas pensam que eu sou bom nisso, eu acho". O agente de Crichton o apresentou ao produtor Paul N. Lazarus III; eles se tornaram amigos e decidiram fazer um filme juntos. O roteiro foi escrito em agosto de 1972. Lazarus diz que perguntou a Crichton por que ele não contou a história como um livro; Crichton disse que achava que a história era visual e não funcionaria como um livro.
O roteiro foi oferecido a todos os grandes estúdios. Todos rejeitaram o projeto, exceto a Metro-Goldwyn-Mayer, então sob chefia de produção, Dan Melnick e o presidente James T. Aubrey. Crichton disse que a pré-produção foi difícil. A MGM exigiu mudanças de script até o primeiro dia de filmagem e os leads não foram assinados até 48 horas antes do início das filmagens. Crichton disse que ele não tinha controle sobre o elenco e MGM originalmente só faria o filme por menos de um milhão de dólares, mas depois aumentou em US$ 250,000. Crichton disse que US$ 250,000 do orçamento foram pagos ao elenco, e US$ 400,000 para o restante para todo o resto (incluindo $ 75,000 para sets).

### Filmagens
Westworld foi filmado em vários locais, incluindo o Deserto de Mojave, os jardins do Harold Lloyd Estate, vários palcos de som da MGM e no backlot da MGM, um dos últimos filmes a serem filmados lá. Foi filmado com lentes anamórficas Panavision por Gene Polito, A.S.C.